# Chaitanya Tamhane
Chaitanya Tamhane, marathi चैतन्य ताम्हाणे (ur. 1 marca 1987 w Bombaju) – indyjski reżyser, scenarzysta i producent filmowy.
Jego pierwszy film fabularny, Proces (2014), był krytycznym spojrzeniem na pełen bigoterii indyjski system sądowniczy. Obraz zdobył Nagrodę Główną w sekcji "Horyzonty" oraz Nagrodę im. Luigiego De Laurentiisa za najlepszy debiut na 71. MFF w Wenecji. Był również oficjalnym kandydatem Indii do Oscara dla najlepszego filmu nieanglojęzycznego, ale ostatecznie nie otrzymał nominacji do tej nagrody.
Druga fabuła Tamhane'a, Uczeń (2020), przyniosła mu Złotą Osellę za najlepszy scenariusz oraz Nagrodę FIPRESCI na 77. MFF w Wenecji. Film opowiadał o nieuchronnym rozczarowaniu dążącego do perfekcji indyjskiego muzyka klasycznego.
Zasiadał w jury sekcji "Horyzonty" na 73. MFF w Wenecji (2016).